# Картер, Джессика
Джессика Картер (англ. Jessica Carter; род. 27 октября 1997, Уорик, Западный Мидленд) — английская футболистка, защитник американского клуба «Готэм» и сборной Англии.

## Ранние годы
В юности Картер была капитаном «Уорик Джуниорс» в чемпионате Кубка графства. В июне 2013 года она поступила в академию «Бирмингем Сити».

## Клубная карьера

### «Бирмингем Сити»
В марте 2014 года, в возрасте 16 лет, Картер дебютировала за «Бирмингем Сити» в игре против «Арсенала» в первом матче четвертьфинала женской Лиги чемпионов 2013/14. В том матче она была названа игроком матча.

### «Челси»
В июне 2018 года Картер перешла в «Челси», подписав с ними трехлетний контракт. Она начала свою карьеру в лондонском клубе в качестве второстепенного игрока, сыграв всего 11 игр в национальном чемпионате за первые три сезона. В январе 2020 года она забила свой первый гол за «Челси» в победной игре против «Бристоль Сити» (6:1). Прорыв в её карьере произошёл в сезоне 2021/22, когда она вместе с товарищами по команде Милли Брайт и Магдаленой Эрикссон сформировала ключевую часть тройки защитников. В октябре 2022 года было объявлено, что Картер продлит контракт с «Челси» и останется в клубе до 2025 года.

### «Готэм»
29 июля 2024 года футбольный клуб «Готэм» объявил, что подписал контракт с Картер до 2026 года.

## Карьера за сборную
Картер представляла Англию на всех уровнях молодёжных сборных. Во время своего дебюта за сборную Англии до 19 лет она забила гол в ворота Норвегии. Картер получила вызов в национальную сборную Англии на квалификационный матч против Казахстана, в котором на 77-й минуте дебютировала, заменив Люси Бронз.
Была включена в состав сборной на домашний чемпионат Европы 2022, который англичанки выиграли.
31 мая 2023 года вошла в окончательный состав сборной на чемпионат мира 2023 в Австралии и Новой Зеландии. Англичанки дошли до финала, где уступили сборной Испании со счётом 0:1.

#### Гол за сборную
| № | Дата            | Место                              | Соперник | Счёт | Результат | Турнир                  |
| - | --------------- | ---------------------------------- | -------- | ---- | --------- | ----------------------- |
| 1 | 30 ноября 2021  | Кипмоут, Донкастер, Англия         | Латвия   | 10:0 | 20:0      | Квалификация на ЧМ 2023 |
| 2 | 23 февраля 2024 | Нуэво Мирадор, Альхесирас, Испания | Австрия  | 5:1  | 7:2       | Товарищеский матч       |

## Личная жизнь
Картер состоит в отношениях со своей бывшей партнёршей по команде «Челси» Анн-Катрин Бергер. В мае 2024 года они объявили о помолвке.
Картер - посол женской футбольной академии, которой руководит бывший юный игрок «Арсенала» Джудан Али.

## Достижения

### «Челси»
- Чемпионка Англии: 2019/20, 2020/21, 2021/22, 2022/23, 2023/24
- Обладательница Кубка Англии: 2020/21, 2021/22, 2022/23
- Обладательница Кубка лиги Англии: 2019/20, 2020/21
- Обладательница Суперкубка Англии: 2020

### Сборная Англии
- Вице-чемпионка мира: 2023
- Чемпионка Европы: 2022, 2025
- Победительница Женской Финалиссимы: 2023
- Обладательница Кубка Арнольда Кларка: 2022, 2023